# Julu
Julu (chinesisch 巨鹿县, Pinyin Jùlù Xiàn) ist ein chinesischer Kreis in der Provinz Hebei. Er gehört zum Verwaltungsgebiet der bezirksfreien Stadt Xingtai. Julu hat eine Fläche von 635,3 km² und zählt 374.634 Einwohner (Stand: Zensus 2010). Sein Hauptort ist die Großgemeinde Julu (巨鹿镇).